# Uramba charina
Uramba charina is een pissebed uit de familie Porcellionidae. De wetenschappelijke naam van de soort is voor het eerst geldig gepubliceerd in 1974 door Schmoelzer.